# Soldina
Koordinaten: 59° 22′ N, 28° 4′ O

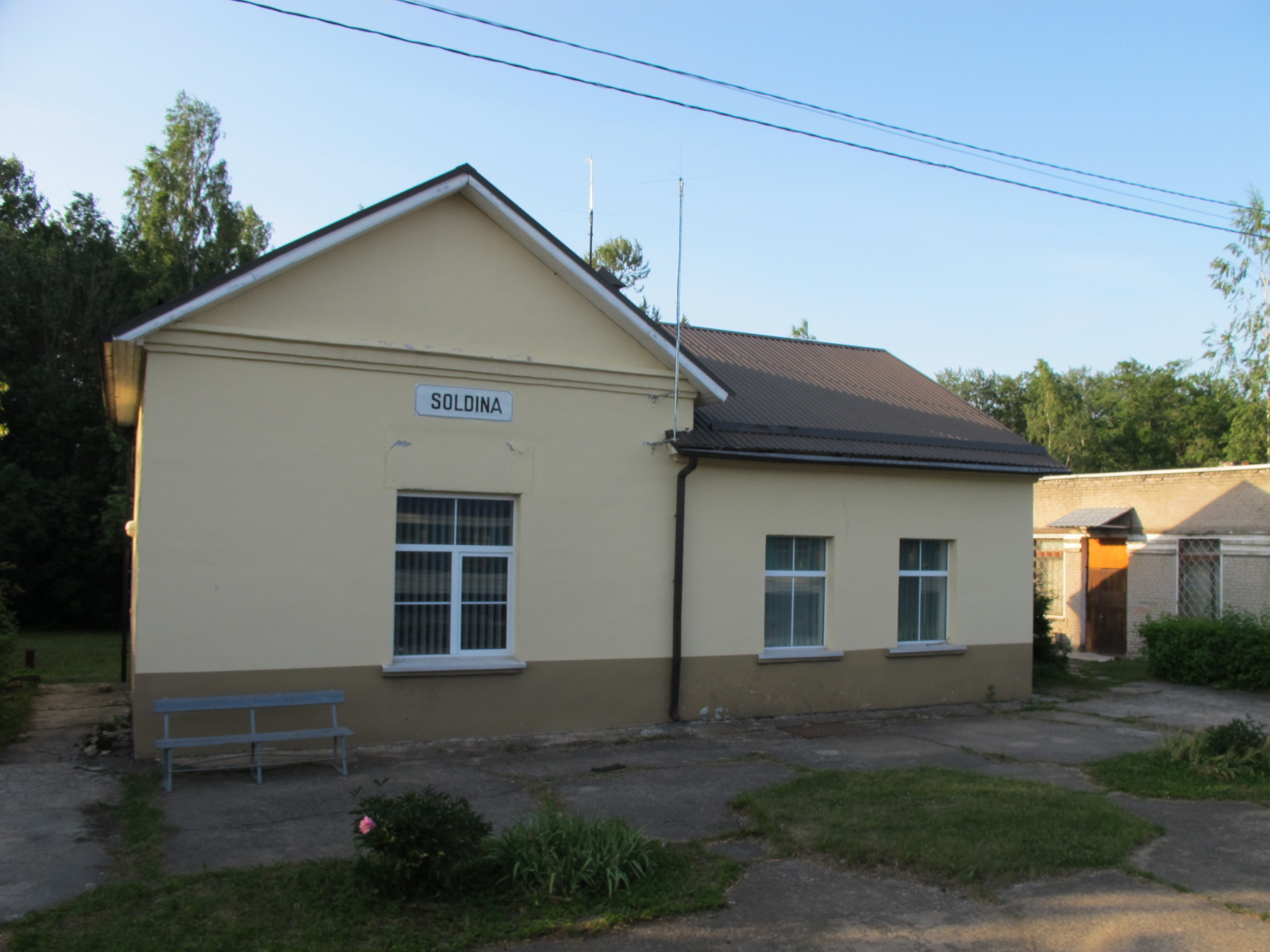
Bahnhofsgebäude von Soldina, 2011

Soldina ist ein Dorf (estnisch küla) in der Stadtgemeinde Narva-Jõesuu (bis 2017 Landgemeinde Vaivara). Es liegt im Kreis Ida-Viru (Ost-Wierland) im Nordosten Estlands.
Das Dorf hat 91 Einwohner (Stand 1. Januar 2012).

## Eisenbahn
Mit dem Bau der Eisenbahnstrecke zwischen der estnischen Hauptstadt Tallinn und der russischen Hauptstadt Sankt Petersburg Anfang der 1870er Jahre wurde auch Soldina an das zaristische Eisenbahnnetz angeschlossen. Zur selben Zeit entstand der Bahnhof des Ortes, dessen Hauptgebäude bis heute erhalten ist.